# Olivastri (Chiusavecchia)
Olivastri è una frazione di 43 abitanti del comune di Chiusavecchia in provincia di Imperia. Fino al 1923 fu comune autonomo.

## Geografia fisica
Si trova nella media valle Impero alla destra del torrente omonimo, circondato dagli uliveti.

## Storia
In epoca medievale il territorio di Olivastri fu compreso nei possedimenti della castellania di Bestagno, una delle due circoscrizioni amministrative della valle superiore di Oneglia. Fu possedimento del vescovo di Albenga fino al 1295 quando il feudo fu venduto a Nicolò e Federico Doria. La proprietà feudale passò ai vari discendenti della famiglia Doria fino al 1576 quando, con tutta la valle d'Oneglia, Gio. Gerolamo Doria vendette il territorio al duca Emanuele Filiberto I di Savoia.
Venne quindi infeudato dai Savoia al conte Lazzaro Baratta nel 1588 e, successivamente, ai Negri di Sanfront (1644), agli Amoretti (1655) e ai Beccantini nel 1721. Compreso nel 1723 nella provincia di Oneglia sotto il Regno di Sardegna, la costituita municipalità di Olivastri fu ceduta nel 1801 alla Repubblica Ligure che la sottopose al II cantone di Val di Maro nella Giurisdizione degli Ulivi. Nel 1804 ricevette, assieme al comune di Villa Guardia, la soppressa comunità di Sarola, nel cantone di Oneglia della Giurisdizione degli Ulivi.
Annessi al Primo Impero francese, dal 13 giugno 1805 al 1814 i territori furono inseriti nel Dipartimento di Montenotte sotto l'arrondissement di Porto Maurizio. Nuovamente inglobati nel Regno di Sardegna dal 1815, così come stabilito dal Congresso di Vienna del 1814, la comunità di Olivastri confluì nel Regno d'Italia dal 1861. Dal 1859 al 1923 il comune di Olivastri fu compreso nel IV mandamento di Oneglia del circondario di Porto Maurizio facente parte della provincia di Porto Maurizio e, con la sua costituzione, della successiva provincia di Imperia.
Nel 1923 venne definitivamente soppresso e unito, come frazione, al comune di Chiusavecchia.

## Monumenti e luoghi d'interesse

### Architetture religiose
- Chiesa parrocchiale della Presentazione di Maria, nella piazza principale del paese.
- Chiesetta di San Giuseppe, tra gli uliveti sopra il paese.

## Economia
L'economia del paese è principalmente legata all'agricoltura, specie nella produzione dell'olio d'oliva.

## Infrastrutture e trasporti

### Strade
La strada provinciale 30, che si distacca dalla strada statale 28 del Colle di Nava tra Pontedassio e Chiusavecchia passa per la frazione di Sarola e termina proprio a Olivastri. Prima del paese poi si distacca sulla destra della provinciale una strada comunale che conduce alla frazione lucinaschese di Borgoratto e che poi permette di arrivare al capoluogo comunale di Chiusavecchia in minor tempo.